# أوشيو أند تورا
أوشيو أند تورا (باليابانية: うしおととら، بالروماجي: Ushio to Tora) هي سلسلة مانغا يابانية من تأليف كازوهيرو فوجيتا، أنتجت إلى مسلسل أنمي تلفزيوني من قبل استوديو إستديو مابا وإستديو فولن، عرض الأنمي في 3 يوليو عام 2015 واستمر عرضه حتى 24 يونيو عام 2016، وتكون من 39 حلقة.

## القصة
يحكي قصة أوشيو مع رمح الوحش الذي يجده منغرزا في جسد يوكاي تورا بقبو بيته حوالي 500سنة، فيتفاجا اوشيو لضخامة الوحش وقوته وشراسته في القتال، لكن يحرر تورا، الذي يشكل خطرا على البشرية ولكن مع رمح الوحش يمكن السيطرة عليه.ويبقى هدف اوشيو وتورا مع رهبان المعبد القضاء على هاكومين نو مونو اليوكاي الاخطر في اليابان بل وبالعالم كله، حيث حارب اليوكاي، حين شارفت معركته ان تكلل بالنصر تدخل البشر فدفعوا هاكومين نو مونو إلى الاستسلام والهروب، واكتشفت بعد ذلك امراة ذات طاقات خارقة ان هاكومين نو مونو حشر نفسه في قاعدة جزر اليابان، واكتشفت انه بمجرد ان يتحرك ولو لانش واحد ستدمر القاعدة، وستهوي جزر اليابان كلها وبدون استثناء، فقررت ان تصنع درعا على هاكومين نو مونو لكي تحمي اليابان، فصدم ليوكاي حين راوها، وحملوا حقدا عليها.حين اكتشفوا ان اوشيو هو ابنها حملوا عليه ضغينة وقرروا ان يقضوا عليه انتقاما. لكن تورا تدخل وحمى اوشيو، وحارب ضد صديقه القديم.فكان شروط القتال كالتالي:
- فوز ناغاتوبيمارو (تورا):ترك اوشيو وشانه.
- فوز صديق تورا:القضاء على اوشيو وعلى ناغاتوبيمارو (تورا).

ففاز تورا على صديقه، فترك اليوكاي اوشيو، وهكذا اكمل مغامرته لاكتشاف حقيقة اختفاء امه وهو طفل صغير مع رفيقه المعتاد تورا!

## الشخصيات

### الرئيسية
- أوشيو
- مؤدي الصوت : تاسوكو هاتاناكا

الفتى الياباني ذو 15 عام والوريث لرمح الحيوان البري يحب الفنون رغم انه فاشل بكل معاني الكلمة فيه لكنه يبرع في الرياضة التي لا يعيرها اهتماما ملحوظا
- تورا
- مؤدي الصوت : ريكيا كوياما

اليوكاي أو بالاحرى رفيق اوشيو ومساعده التي تتلاشى رغبته في التهام اوشيو كلما قضى وقتا أطول معه
- أساكو
- مؤدية الصوت : ميكاكو كوماتسو

طالبة مع اوشيو بصفه تمتاز بحدة مزاجها وحبها للمغامرات وايضا بقوتها البدنية الهائلة كما أنها تكشف سره برفقة إينوي
- إينوي
- مؤدية الصوت : كيونو ياسونو

صديقة أساكو المقربة والمفضلة التي تمتاز بلطفها الزائد عن اللزوم التي اكتشفت سر رمح الحيوان البري مع أساكو كما استطاعتا رؤية تورا الذي انقذهما مرات كثيرة
- هاكومين نو مونو
- مؤدية الصوت : ميغومي هاياشيبارا

الوحش ذو الذيول التسعة الذي يخطط للقضاء على البشر واليوكاي جميعا دون أي يدع ولو واحدا على قيد الحياة

## وصلات خارجية
- الموقع الرسمي للإنمي (باليابانية)
- أوشيو أند تورا على موقع IMDb (الإنجليزية)
- أوشيو أند تورا على موقع فيلمافينيتي (الإسبانية)
- أوشيو أند تورا على موقع قاعدة بيانات الفيلم (الإنجليزية)
- أوشيو أند تورا على موقع ليتربوكسد (الإنجليزية)
- أوشيو أند تورا على موقع كينوبويسك (الروسية)
- أوشيو أند تورا على موقع قاعدة بيانات الفيلم (الإنجليزية)
- أوشيو أند تورا على موقع ANN anime (الإنجليزية)
- أوشيو أند تورا على موقع ANN manga (الإنجليزية)
- أوشيو أند تورا (مانغا) في شبكة أخبار الأنمي
- أوشيو أند تورا (أنمي) في شبكة أخبار الأنمي